# Cortinarius porphyroideus
Cortinarius porphyroideus är en svampart som först beskrevs av Gordon Herriot Cunningham, och fick sitt nu gällande namn av Peintner & M.M. Moser 2002. Cortinarius porphyroideus ingår i släktet Cortinarius och familjen spindlingar.   Inga underarter finns listade i Catalogue of Life.